# 2009 v loďstvech
Tento článek obsahuje významné události v oblasti loďstev v roce 2009.

## Události

### Duben
S celkem 54 zaznamenanými incidenty se duben 2009 stal měsícem s největším počtem pirátských útoků za posledních pět let (k lednu 2010).

### Květen
2. května
- Somálští piráti unesli nákladní loď Ariana plující pod maltskou vlajkou, vlastněnou řeckou společností a obsluhovanou 24 ukrajinskými námořníky.[2]

### Září
- Jihokorejský torpédoborec ROKH Dae Jo Yeong (DDH 977 – třída Chungmugong Yi Sun-sin) u jemenského pobřeží zahnal piráty pronásledující tři nákladní lodě plující pod vlajkami Kypru, Marshallových ostrovů a Baham.[3]

### Listopad
8. listopadu
- Somálští piráti unesli loď plující pod vlajkou Spojených arabských emirátů a převážející pěchotní zbraně a munici.[4]

9. listopadu
- Somálští piráti se se dvěma rychlými čluny pokusili na širém moři unést v Hongkongu registrovaný tanker BW Lion (298 563 dwt) 1850 km od somálských břehů a 750 km severovýchodně od Seychel. Tanker dokázal útočníkům používajícím automatické zbraně a RPG uniknout.[5]

10. listopadu
- Na sporné námořní hranici mezi Severní a Jižní Koreou u západního pobřeží Korejského poloostrova došlo kolem 10:30 místního času k přestřelce mezi válečnými plavidly obou zemí. Jižní Korea si nárokovala těžké poškození na severokorejském plavidle bez vlastních ztrát. Podle Jihokorejců severokorejské plavidlo překročilo demarkační linii, na což jihokorejské plavidlo odpovědělo varovnými výstřely na velkou vzdálenost. Severokorejci palbu opětovali, ale nezasáhli. Podle severokorejských armádních zdrojů, které přestřelku označují za jihokorejskou provokaci, plul severokorejský člun prověřit narušení hranice.[6]

13. listopadu
- Japonská pobřežní stráž zachránila všech 28 pasažérů z potápějící se lodě Ariake. Tato obchodní loď, převážející 3 300 tun nákladu, se začala 20 kilometrů západně od japonského pobřeží naklánět, přičemž došlo k uvolnění paliva a následnému požáru.[7]

16. listopadu
- Somálští piráti zaútočili se dvěma čluny vypuštěnými z mateřské lodě na ukrajinskou loď MV Lady Juliet plující pod vlajkou Svatého Vincence a Grenadin. Jejich útok byl odražen příslušníky z EUNAVFOR (Operace ATALANTA), kteří byli na palubě.[8]
- Asi 180 námořních mil (333 km) severozápadně od Seychell unesli somálští piráti (opět za pomocí mateřské lodě) tanker MV Theresa VIII (22 294 dwt, posádka 28 Severokorejců)[9]

17. listopadu
- Somálští piráti propustili španělskou rybářskou loď Alakrana. Všech 36 členů posádky je v pořádku. Loď byla piráty zadržována 6 týdnů. Podle pirátů bylo vyplaceno výkupné ve výši 3,5 milionů amerických dolarů.[10]

19. listopadu
- Somálští piráti unesli v Adenském zálivu u jemenských břehů řeckou loď Red Sea Spirit plující pod panamskou vlajkou.[11]

22. listopadu
- Indonéský trajekt na lince do Dumai na Sumatře se potopil na rozbouřeném moři u východního pobřeží Sumatry. Odhaduje se, že na palubvě bylo 200 až 300 lidí, přičemž nejméně 29 zahynulo.[12]

Noc z 24. na 25. listopadu
- Piráti zaútočili na tanker Cancale Star's plující pod liberijskou vlajkou u západního pobřeží Afriky, asi 33 km od pobřeží Beninu. Piráti byli odraženi a jeden zajat. Z 24členné ukrajinsko-filipínsko-litevské posádky byl zabit jeden ukrajinský námořník.[13]

25. listopadu
- Řecká fregata HS Adrias (F 459) zadržela a následně propustila devět osob podezřelých z pirátství 260 námořních mil (482 km) severovýchodně od Seychel.[14]

29. listopadu
- Piráti unesli tanker MV Maran Centaurus (299 900 dwt) plující pod řeckou vlajkou 800 mil (1287 km) severně od Seychel. Jedná se o druhý největší zatím zadržený tanker (po Sirius Star s 318 000 dwt), jehož náklad 275 000 tun surové ropy se při průměrné ceně 75$/barel p5esahuje hodnotu 20 000 000$. Tanker je sledován řeckou fregatou.[15]

### Prosinec
4. prosince
- Dvě osobní lodě se srazily kolem půl šesté ráno místního času na dolním toku Nilu u severoegyptského Rašídu. Srážku nepřežili minimálně tři lidé, dalších 80 je nezvěstných.[16]

6. prosince
- Piráti unesli rybářskou loď Šáhbaig plující pod pákistánskou vlajkou asi 515 kilometrů východně od jemenského ostrova Sokotra.[2]

10. prosince
- Piráti – výměnou za výkupné 2,6 milionů dolarů – propustili nákladní loď Ariana, kterou zadržovali od 2. května.[2]

15. prosince
- Vietnamský premiér Nguyen Tan Dung oznámil úmysl odkoupit od Ruska šest diesel-elektrických ponorek třídy Projekt 636 (kódové označení NATO – Kilo).[17]

21. prosince
- Severní Korea v pondělí prohlásila nárokovanou oblast při námořní hranici s Jižní Koreou za palebnou zónu. Námořnictvo jihu prý narušuje severokorejskou hranici a v regionu pořádá vojenská cvičení.[18]

27. prosince
- Somálští piráti získali za propuštění čínské obchodní lodi De Sin Hia a její 25členné posádky 3,5 miliónu dolarů. Loď převážela 76 000 tun uhlí z Jihoafrické republiky do Indie, než byla 19. října přepadena a odtažena do přístavu Hobyo.[19]

29. prosince
- Somálští piráti propustili nákladní loď Kota Wajar, plavící se pod singapurskou vlajkou do Keni, za 4 miliony dolarů. Nikomu z 21členné posádky se nic nestalo.[20]

## Lodě vstoupivší do služby
- leden –  Abdul Rahman (2007) – ponorka třídy Scorpène

- 10. ledna –  USS George H.W. Bush (CVN-77) – letadlová loď třídy Nimitz

- 16. ledna –  RSS Stalwart (72) a RSS Supreme (73) – fregaty třídy Formidable[21]

- 24. ledna –  USS Green Bay (LPD-20) – výsadková loď kategorie Amphibious Transport Dock třídy San Antonio[22]

- 16. února –  INS Car Nicobar (T 69) a INS Chetlat (T 70) – hlídková loď třídy Car Nicobar

- 4. března –  USNS Carl Brashear (T-AKE-7) – zásobovací loď třídy Lewis and Clark[23]

- 7. března –  Frans Kaisiepo (368) – korveta třídy Sigma

- 18. března –  Hjúga (DDH-181) – vrtulníkový torpédoborec třídy Hjúga

- 30. března –  Sórjú (SS-501) – ponorka stejnojmenné třídy[24]

- 4. dubna –  Caio Duilio (D 554) – fregata třídy Orizzonte[25]

- 18. dubna –  USS Stockdale (DDG-106) – torpédoborec třídy Arleigh Burke[26]

- 25. dubna –  USS Truxtun (DDG-103) – torpédoborec třídy Arleigh Burke[27]

- 19. května –  INS Airavat (L24) – tanková výsadková loď třídy Shardul

- 21. května –  Almirante Saboia – tanková výsadková loď třídy Round Table

- Červen –  Chevalier Paul (D 621) – torpédoborec třídy Horizon

- 23. července –  HMS Daring (D32) – torpédoborec třídy Daring

- 1. září –  USNS Wally Schirra (T-AKE-8) – zásobovací loď třídy Lewis and Clark[28]

- 9. září –  PNS Zulfiquar (251) – první fregata třídy F-22P/Zulfiquar[29]

- 10. září –  INS Kora Divh (T 71) a INS Cheriyam (T 72) – hlídková loď třídy Car Nicobar

- 29. září –  HNoMS Helge Ingstad (F313) – fregata třídy Fridtjof Nansen

- 10. října –  USS Wayne E. Meyer (DDG-108) – torpédoborec třídy Arleigh Burke[30]

- 24. října –  USS Makin Island (LHD-8) – výsadková loď třídy Wasp

- listopad –  Banjarmasin (592) – Amphibious Transport Dock třídy Makassar

- 5. listopadu –  Abdul Razak (2008) – ponorka třídy Scorpène[31]

- 7. listopadu –  USS New York (LPD-21) – Amphibious Transport Dock třídy San Antonio[32]

- 2. prosince –  An Jung Geun (75) – pororka typu 214[33]

- 16. prosince –  HMS Helsingborg (K32) a HMS Härnösand (K33) – korvety třídy Visby[34]

- 19. prosince –  PNS Shamsheer (252) – fregata třídy F-22P/Zulfiquar